# Palais du Parlement (Bucarest)
Pour les articles homonymes, voir Palais du Peuple.
Le palais du Parlement (en roumain : Palatul Parlamentului) situé à Bucarest en Roumanie, est un gratte-ciel stalinien (par son style socréal, non par l'époque de sa construction) qui abrite le Parlement roumain composé de la Chambre des députés et du Sénat. Voulu par le dictateur communiste Nicolae Ceaușescu, avec sa surface intérieure de 350 000 m2, il est l'un des plus grands bâtiments d'Europe avec le marché aux fleurs d'Aalsmeer (Pays-Bas) et le complexe de bureaux « Cœur Défense » (France). Enfin, il est le plus grand bâtiment en pierre et le deuxième plus grand bâtiment administratif au monde après le Pentagone,.

## Description
Le palais a un style néo-classique largement inspiré d'un bâtiment communiste des années 1950, la Casa Scînteii, mais ses dimensions sont beaucoup plus imposantes : une surface au sol de 45 000 m2 et 350 000 m2 habitables. Il mesure 270 sur 240 mètres, pour une hauteur de 86 mètres. Il contient 1 100 pièces réparties sur 12 étages. Quatre niveaux supplémentaires en sous-sol sont actuellement accessibles et utilisés et quatre autres encore plus ou moins achevés. Le palais devait être appelé la « maison du Peuple » (Casa Poporului) : le président communiste Nicolae Ceaușescu souhaitait alors regrouper dans un seul bâtiment, ses propres logements de fonction, ceux des ministres et les quatre plus grandes institutions du pays :
- la présidence de la République (« Președinția Republicii ») ;
- la Grande Assemblée nationale (« Marea Adunare Națională ») ;
- le Conseil des ministres (« Consiliul de Miniștri ») ;
- le Tribunal suprême (« Tribunalul Suprem »).

Des bâtiments résidentiels situés devant le palais vers l'est, sur la place de la Constitution et le long du boulevard de l'Union (Bulevardul Unirii, à l'origine boulevard de la Victoire du Socialisme (en roumain Bulevardul Victoriei Socialismului), complètent l'ensemble avec pour vocation de loger les hauts fonctionnaires du régime.

## Construction
La construction du palais commence en 1984 : les plans entraînent la destruction de 520 hectares de la ville de Bucarest (1/5 de la superficie totale du centre historique de la ville), avec la démolition ou le déplacement d'une trentaine d'églises et de 7 000 maisons. Celle-ci entraîne l'expulsion et le relogement de 40 000 personnes dans des immeubles parfois insalubres, sans eau, ni gaz, ni électricité, car non terminés. La colline sous-jacente, le dealul Spirii (butte de Spirea), est ensuite en partie arasée, ce qui détruit aussi les sites archéologiques de ce quartier ancien.
600 architectes et 20 000 ouvriers (dont des prisonniers) travaillent sur le chantier jour et nuit, sous la coordination de l'architecte Anca Petrescu, jeune femme alors âgée de 35 ans, émule de Cezar Lăzărescu, l'un des architectes officiels du régime communiste. Plus d'un million de mètres cubes de marbre extrait de la région de Rușchița (ro) en Transylvanie est utilisé. Le projet aura coûté jusqu'à 40 % du PIB du pays annuel pendant sa construction.
Comme son modèle la Casa Scînteii, le palais devait comporter à son sommet une flèche élevée surmontée d'une énorme étoile rouge, qui n'a finalement pas été réalisée. Le bâtiment inachevé est largement pillé après la chute de la dictature et de Ceaușescu en 1989. Le gouvernement d'Ion Iliescu, successeur de Ceaușescu, décide tout de même d'achever et d'utiliser le palais, car il a d'ores et déjà coûté très cher sur tous les plans. Il sera officiellement baptisé « Palais du Parlement » lors de l'installation de la Chambre des députés en 1994.
Selon une légende urbaine, le milliardaire américain Donald Trump aurait offert d'acheter le bâtiment pour en faire le plus grand casino du monde, mais son offre d'achat aurait été déclinée.

## Situation contemporaine
Depuis 1994, le bâtiment abrite la Chambre des députés, rejointe par le Sénat en 2004. Le palais comprend également de nombreuses salles de conférence et des salons utilisés pour des usages très variés.
Les plans d'Anca Petrescu prévoyant des milliers de fenêtres mais très peu de portails et d'issues (en cas d'émeutes), une annexe en verre a du être construite en 2003-2004, avec des ascenseurs extérieurs, pour faciliter l'accès au musée national d'art contemporain (MNAC), dans l'aile ouest du palais, ainsi qu'au Musée et au Parc du totalitarisme et du réalisme socialiste, qui ont ouvert en 2004.
L'immeuble abrite aussi le siège de la Southeast European Cooperative Initiative (SECI), une organisation qui traite de la coopération régionale des gouvernements de l'Europe du Sud-Est contre la criminalité.

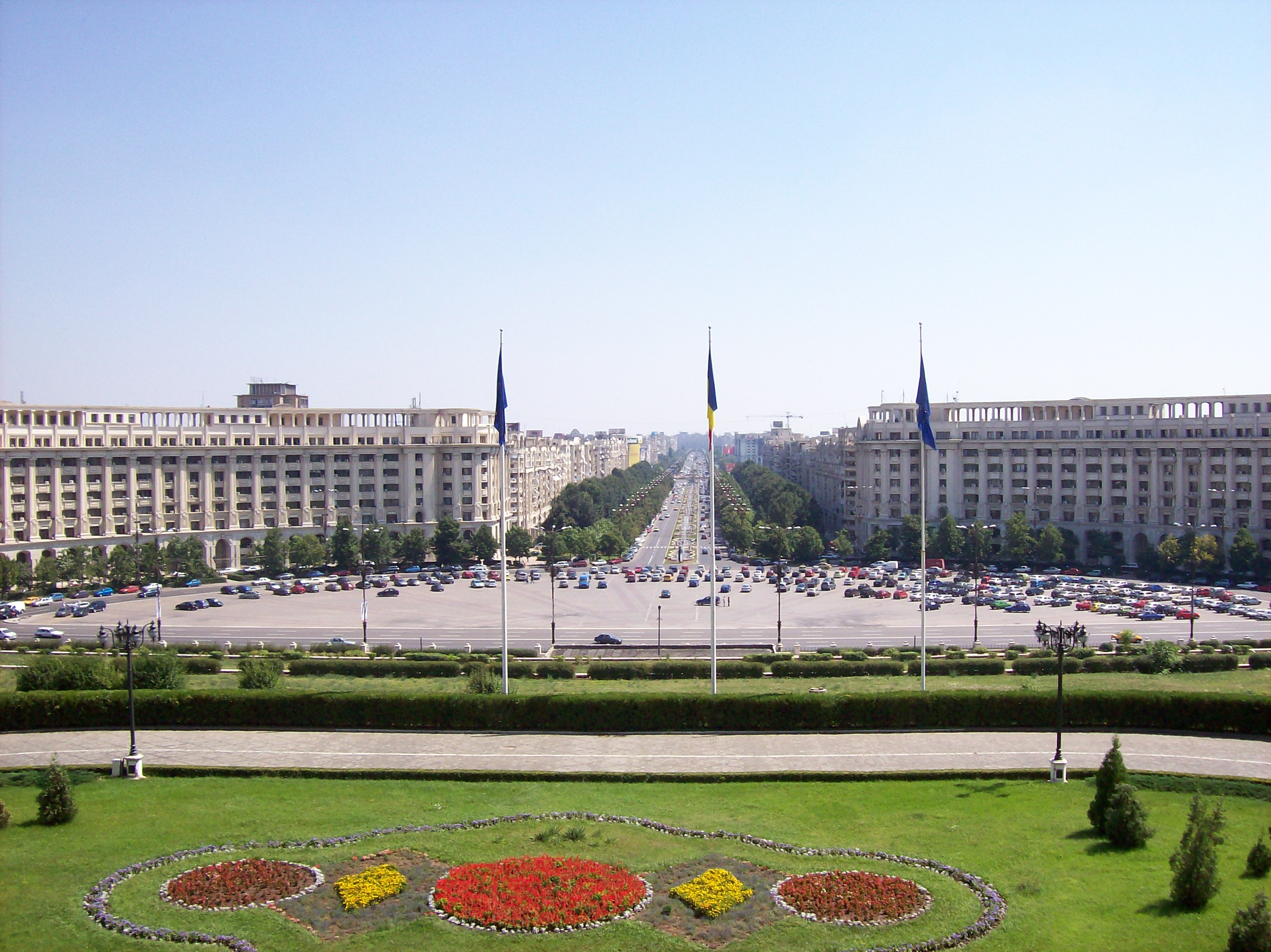
Vue depuis le Palais du Parlement, à Bucarest, avec les immeubles d'habitations pour la nomenklatura.

Certaines parties du bâtiment (dans l'aile ouest, dans l'aile est, une partie du second étage, le 3e sous-sol et en dessous) ne sont pas encore terminées. Un nouveau parc de stationnement souterrain est en cours de construction[Quand ?] à l'intérieur d'un ancien stade, actuellement utilisé comme entrepôt, et qui a été couvert durant la construction du palais. Des tunnels reliant l'avenue du 13 septembre avec les sous-sols du bâtiment sont en cours de percement.
Des visites du palais sont organisées pour le public en différentes langues. La visite dure environ deux heures mais ne concerne que 5 % du bâtiment.
La location de salle, ainsi que les revenus issus des visites, couvrent à peine 40 % des frais d'entretien du bâtiment. En 2011, les revenus issus des visites ont atteint 2 millions d'euros. En comparaison, les revenus issus des visites du château de Bran ont rapporté 1,2 million d'euros.

## Galerie

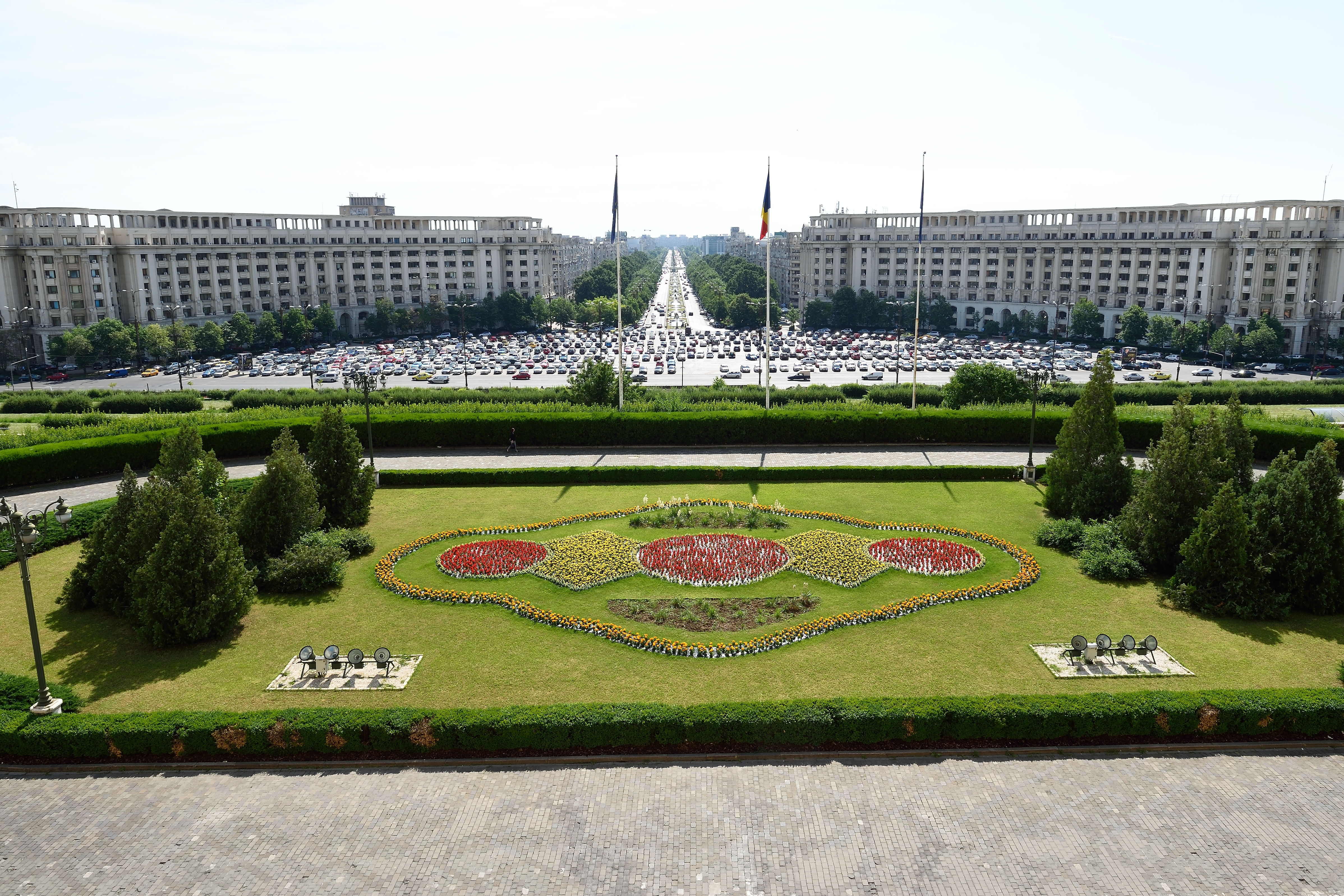
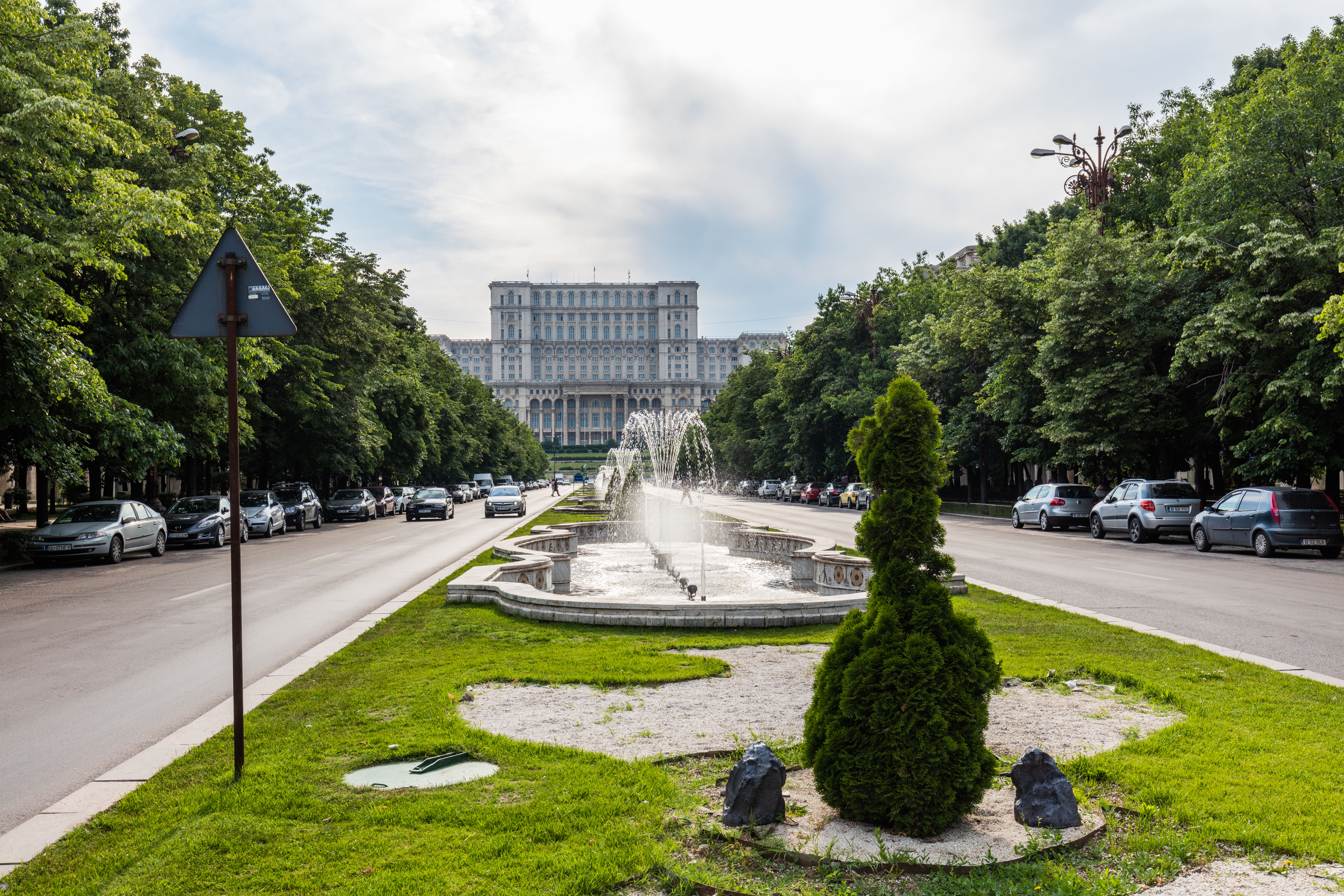
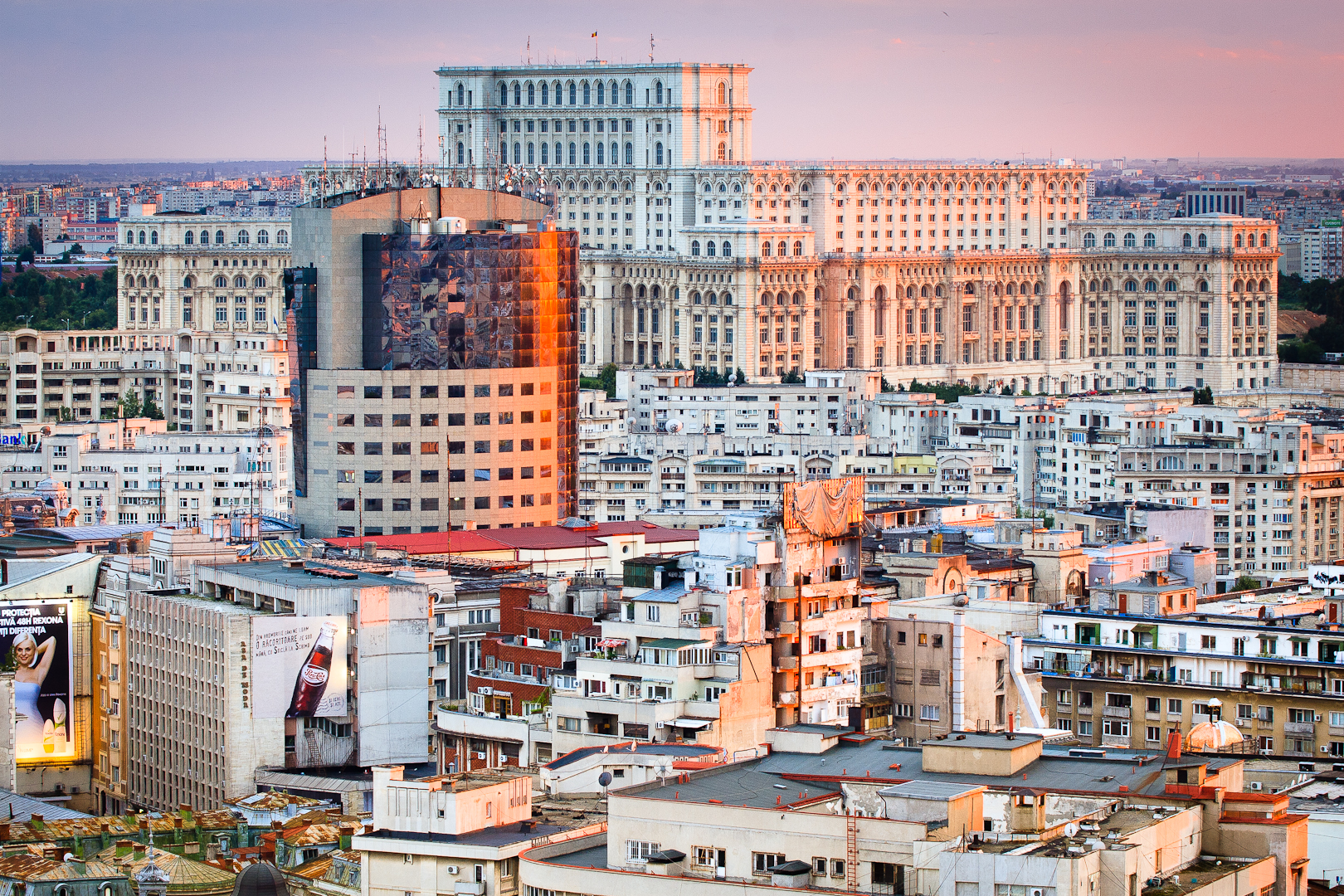
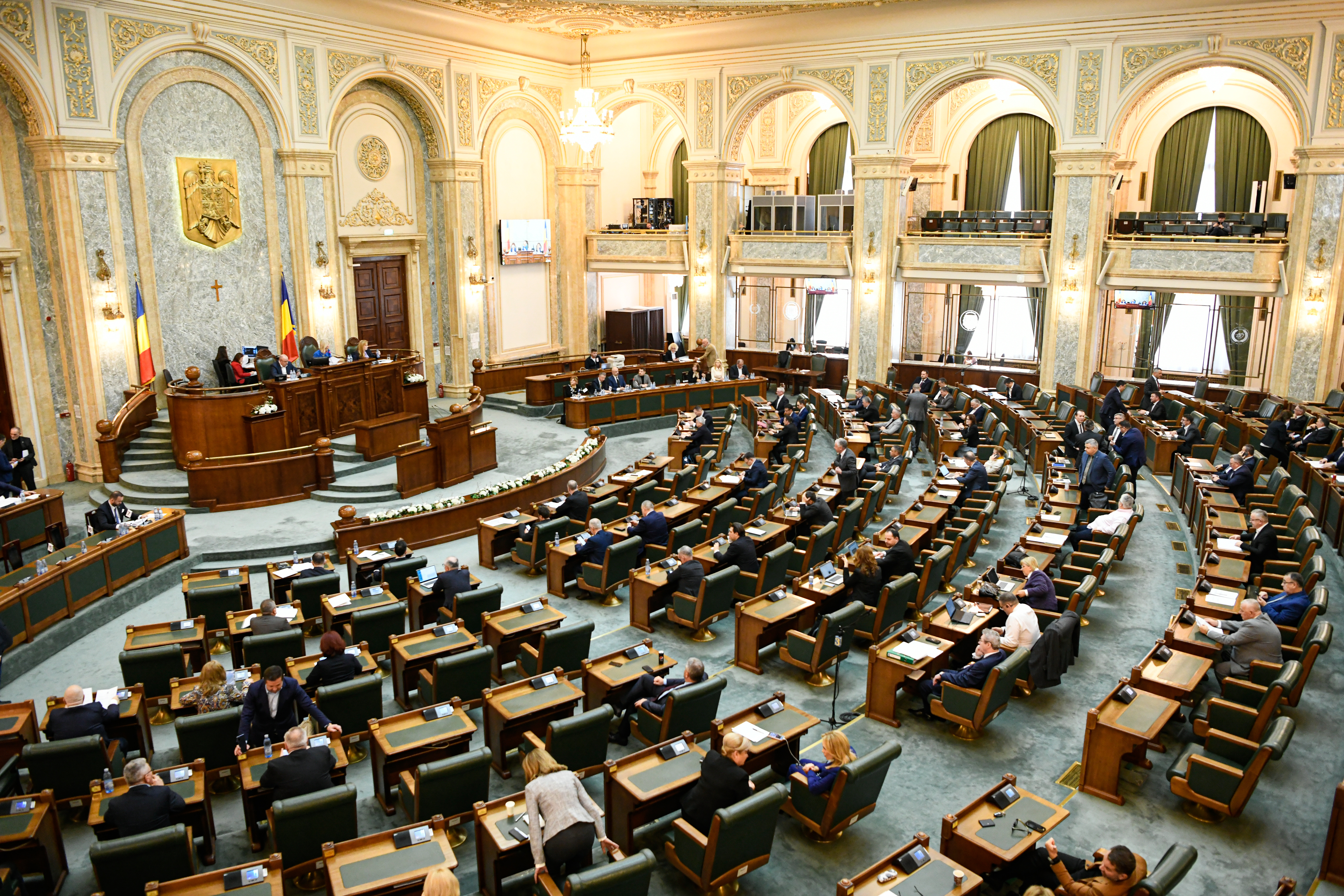
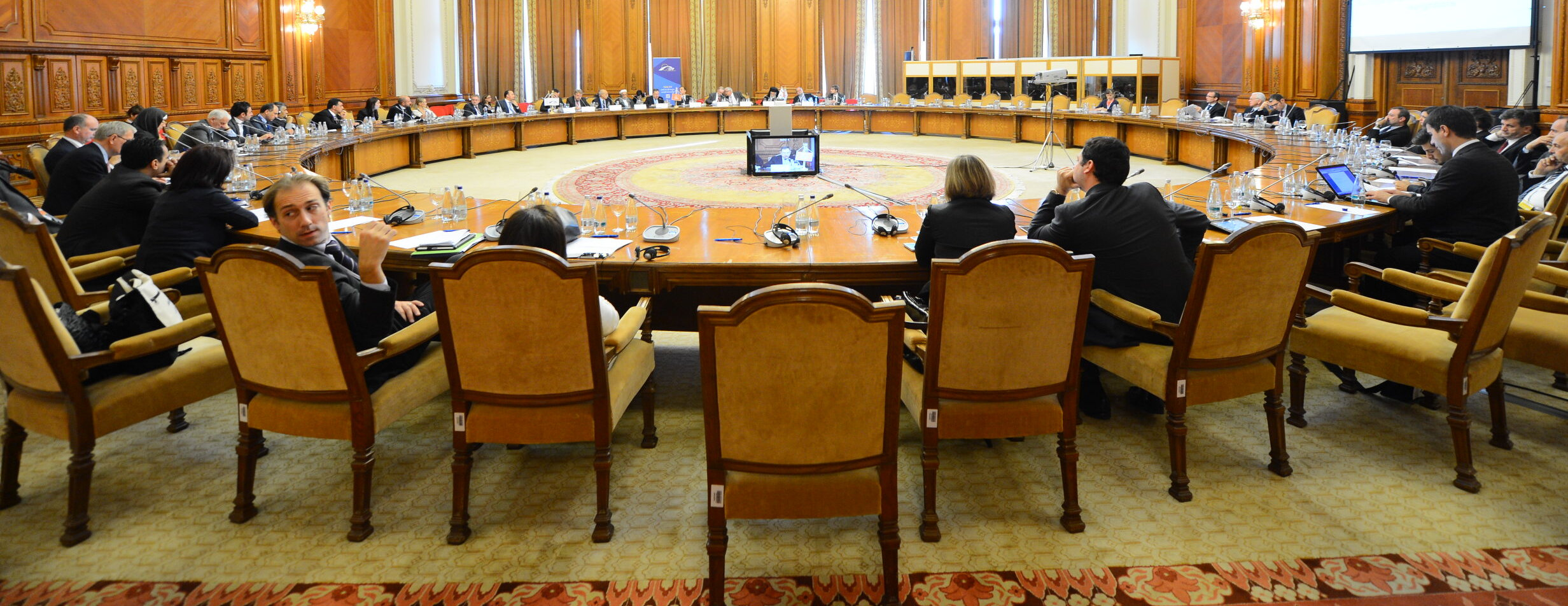
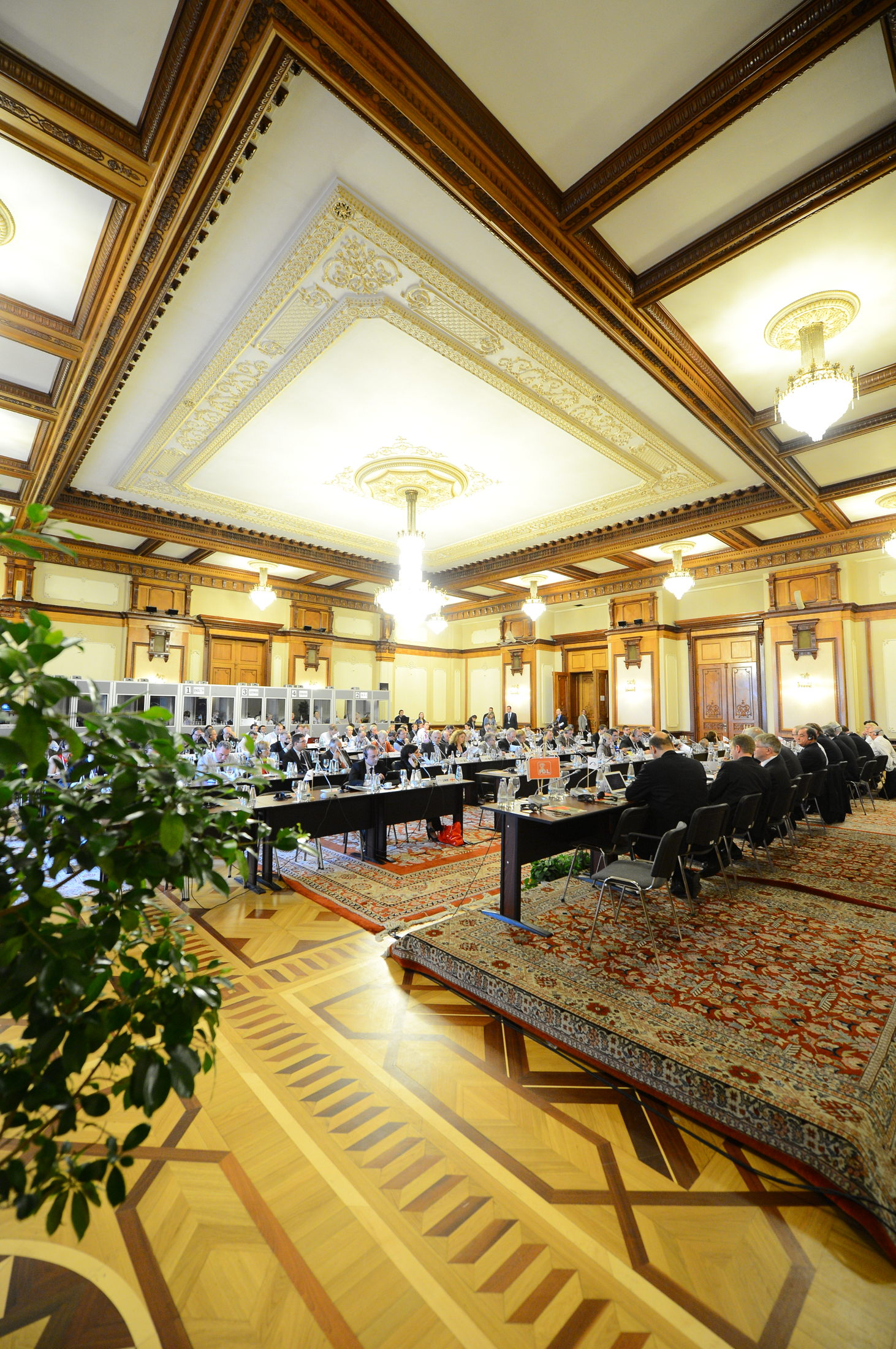